# Санта Марија II (Перуђа)
Санта Марија II је насеље у Италији у округу Перуђа, региону Умбрија.
Према процени из 2011. у насељу је живело 38 становника. Насеље се налази на надморској висини од 500 м.